# Giubileo di zaffiro di Elisabetta II del Regno Unito
Il Giubileo di zaffiro di Elisabetta II, celebrato il 6 febbraio 2017, ha segnato i sessantacinque anni di regno della regina Elisabetta II del Regno Unito. In quanto monarca più longevo nella storia britannica, Elisabetta II è stata il primo sovrano britannico e la prima regina al mondo a poter celebrare un Giubileo di zaffiro.
A differenza dei suoi giubilei d'argento, d'oro e di diamante, non si sono svolte celebrazioni pubbliche diffuse per il giubileo di zaffiro della regina. Come per il Giubileo di Rubino del febbraio 1992, la Regina non ha assunto alcun impegno ufficiale. Come allora, ha trascorso la giornata in "tranquilla riflessione" per l'anniversario della morte di suo padre, Giorgio VI, e continuando a svolgere il proprio lavoro a Sandringham House. Ha partecipato a un servizio presso la chiesa di San Pietro e Paolo a West Newton, nel Norfolk, domenica 5 febbraio, dove è stata accolta da una nutrita folla. Alcune celebrazioni su larga scala si sono svolte nel giugno 2016, per celebrare il suo 90º compleanno. Nonostante le proposte per celebrazioni in grande stile per celebrare il 65º anniversario nel giugno 2017, incluso un lungo fine settimana di festeggiamenti, non si sono svolte tali celebrazioni.

## Commemorazione

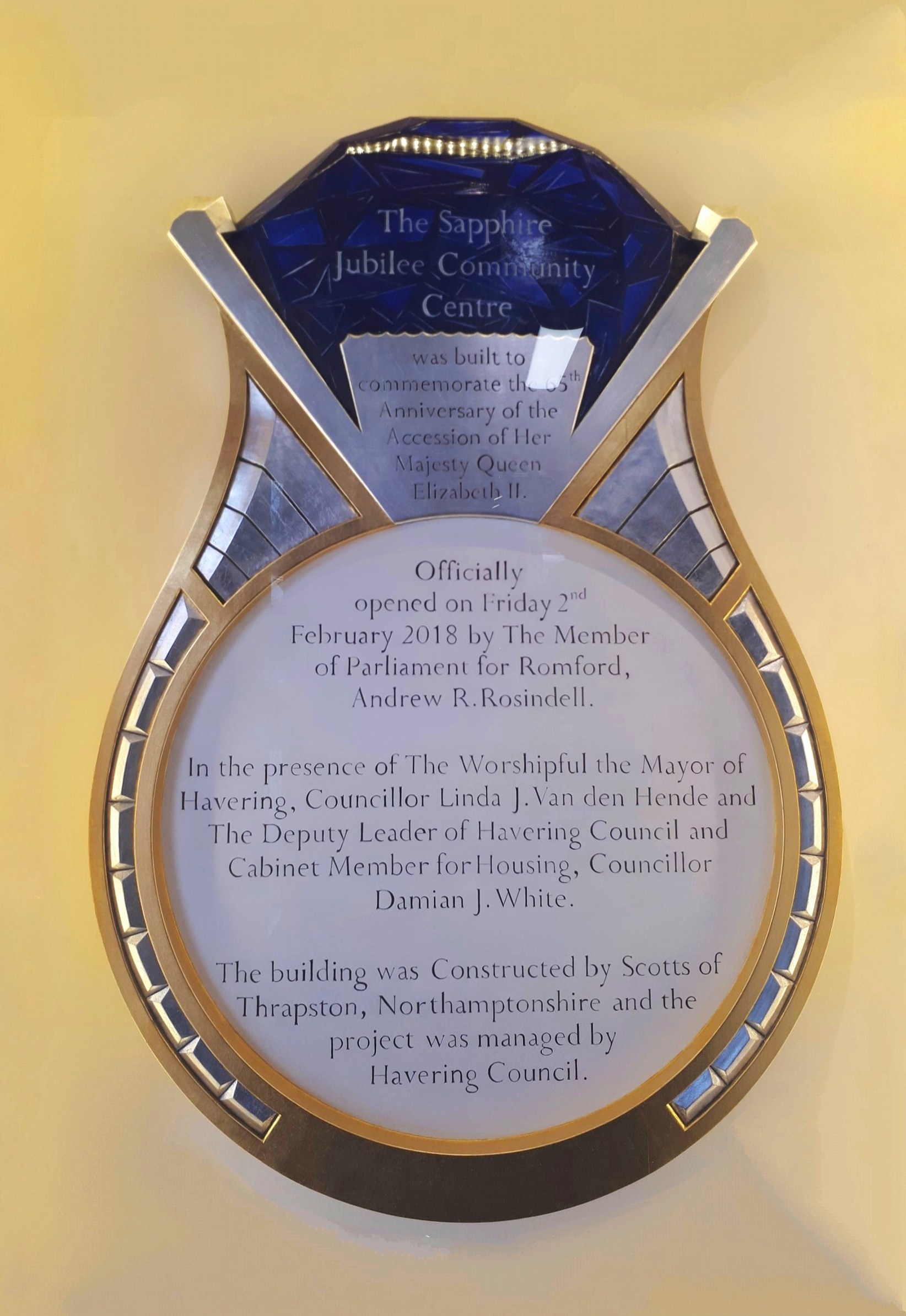
Una placca a forma di anello di zaffiro installata presso il Sapphire Jubilee Community Center, Collier Row, Romford, Inghilterra

Il Giubileo di zaffiro è stato celebrato con l'emissione di francobolli blu da parte della Royal Mail, di monete commemorative da parte della Royal Mint e una ristampa di un ritratto ufficiale della regina, eseguito nel 2014 da David Bailey. In questo ritratto ufficiale, la regina indossa gli stessi gioielli di zaffiro che ricevette come regalo di nozze da suo padre. Nel settembre 2017, un nuovo centro comunitario a Collier Row, Romford, è stato nominato "Sapphire Jubilee Community Center" in suo onore.
Il Giubileo è stato festeggiato con un lungo suono di campane nell'Abbazia di Westminster, un saluto officiale di celebrazione composto da 41 colpi della King's Troop, la Royal Horse Artillery a Green Park, un ulteriore saluto di 62 colpi della Honorable Artillery Company dalla Torre di Londra e altri saluti con salve di cannone nei diversi altri luoghi simbolo del Regno Unito.
Theresa May, il primo ministro del Regno Unito del tempo, ha rivolto un pensiero a nome del Regno Unito alla Regina, affermando che quell'occasione è stata "una ulteriore pietra miliare straordinaria per la nostra straordinaria Regina. . . . Sono certa che la nazione intera si unirà a me oggi per celebrare e ringraziare per la vita che Sua Maestà la Regina ha reso al servizio del paese e del Commonwealth . È stata davvero un'ispirazione per tutti noi e sono orgogliosa, a nome della nazione, di offrire i nostri umili ringraziamenti e congratulazioni per aver celebrato questo Giubileo di zaffiro."
Justin Trudeau, il primo ministro del Canada del tempo, ha espresso i suoi complimenti per la Regina in un tweet.
Il segretario generale del Commonwealth, la baronessa Scotland di Asthal, si è congratulata con Sua Maestà per aver raggiunto il traguardo come Capo del Commonwealth e ha affermato di trovare in lei "...una monarca ispiratrice. È chiaro quanto Lei apprezzi il Commonwealth, quanto tutta la grande famiglia del Commonwealth sia cara al suo cuore e in cambio quanto le persone dei nostri 52 stati membri la apprezzino e la amino. La sua saggezza, i suoi consigli e il suo meraviglioso supporto sono stati preziosi doni per me da quando sono stato eletta a questa importante carica nell'aprile 2016."
Anche il primo ministro israeliano, Benjamin Netanyahu, si è congratulato con la Regina con un tweet.
Presso il Parlamento della Nuova Zelanda, Winston Peters, Leader della Nuova Zelanda, ha proposto una mozione relativa alla celebrazione del Giubileo di zaffiro della Regina, dopo poco approvata dallo stesso. Nella mozione, la Camera si è congratulata con la Regina del Regno Unito e della Nuova Zelanda per essere diventata il primo monarca a raggiungere e celebrare un giubileo di zaffiro, oltrepassando il confine dei 65 anni sul trono.

### Laspilla a fiocco di nevedel Giubileo di zaffiro
In una celebrazione per il centocinquantesimo anniversario dell'unione del Canada, presso la Canada House, il 19 luglio 2017, il governatore generale del Canada del tempo David Johnston ha presentato alla Regina la spilla con fiocco di neve come celebrazione del Giubileo di zaffiro e come dono del governo del Canada per commemorare il cosiddetto Canada 150 . David Johnston ha regalato alla Regina la spilla subito prima che lei e S.A.R. il Duca di Edimburgo svelassero una targa commemorativa posta sulla Via del Giubileo, al di fuori dalla Canada House. La spilla è stata progettata in maniera molto simile alla precedente spilla Diamond Maple Leaf. Il pezzo è stato realizzato da Hillberg e Berk del Saskatchewan ed è costituito da zaffiri provenienti da un campione trovato nel 2002 sull'isola di Baffin, dai fratelli Seemeega e Nowdluk Aqpik.

### I Premi per il Giubileo
Per celebrare lo Sapphire Jubilee of the Queen, il Welwyn Hatfield Borough Council ha istituito i Queen's Sapphire Jubilee Awards per onorare e sostenere con un fattivo impegno economico la prossima generazione di atleti, artisti, musicisti, ballerini e attori, che potranno "cambiare il mondo, aiutandoli e incoraggiandoli a raggiungere il loro pieno potenziale, consentendo loro di ispirare le prossime generazioni".
I Queen's Sapphire Jubilee Awards sono stati assegnati a molti giovani di età compresa tra i 7 e i 20 anni, per aiutarli a iniziare, migliorare ed eccellere nello sport, nell'arte, nella danza e nel teatro. Il premio ricevuto può essere speso e utilizzato per coprire spese relative all'acquisto di attrezzatura, coaching, viaggio o tasse essenziali per il loro progresso. I premi vengono consegnati ogni anno, a tutti i candidati vincitori in occasione del Consiglio annuale.

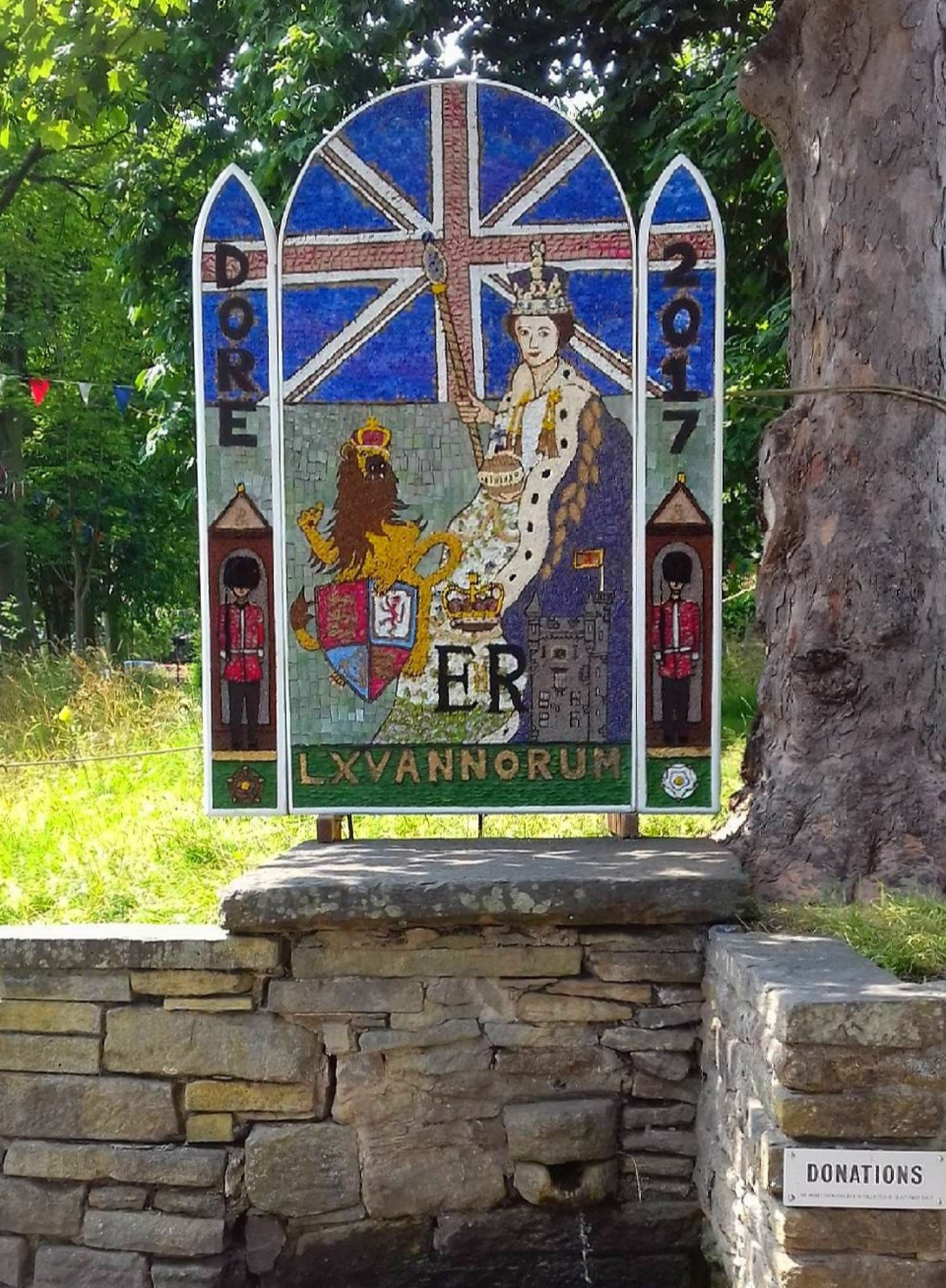
Un ben vestirsi a Dore, South Yorkshire per commemorare il Giubileo della Regina di zaffiro

### Il giglio della valle di Penhaligon
Penhaligon, nota fabbrica di profumi, ha creato e messo in commercio una versione del suo classico profumo "Lily of the Valley" in edizione limitata, per commemorare il Queen's Sapphire Jubilee e celebrare il grande traguardo. Sono state prodotte solo 65 bottiglie di cristallo, una per ogni anno dall'ascesa al trono della Regina nel 1952 e i fiocchi su ogni singola bottiglia erano ricamati con un numero. È stato annunciato che una percentuale dei profitti di questo prodotto sarebbe andata al progetto intitolato a Sua Maestà, il Queen Elizabeth Scholarship Trust.

### Monete commemorative in titanio Pobjoy Mint
La British Pobjoy Mint ha coniato delle speciali monete in titanio, riportanti sul verso lo stemma reale, per celebrare il Giubileo di zaffiro della regina. Il dritto delle monete, invece, presenta un ritratto della Regina Elisabetta II. Il titanio, data la sua peculiarità nella modellazione, reagisce in modo diverso ad ogni colpo, rendendo ogni moneta coniata unica, in particolare per il colore assunto. Le monete presentano anche un effetto rigato, sempre dovuto alla loro composizione.

### Lo zaffiro del Giubileo di Garrard
Nel 2018, la Casa Garrard, nota gioielleria del Regno Unito ha creato e presentato al pubblico uno zaffiro birmano di colore "blu reale" da 118,88 carati, incastonato in una spilla con una estremamente esclusiva montatura "a grappolo". Il gioiello è stato chiamato così in onore del 65º anniversario dell'ascesa al trono della Regina Elisabetta II, un anniversario tradizionalmente contrassegnata dal dono di uno zaffiro, e rende omaggio al ruolo della Maison nel rimodellare la Corona di Stato Imperiale.

### Sapphire Ice & Leisure Centre
Il Sapphire Ice & Leisure Centre con sede a Romford, nel Regno Unito, chiamato così in onore del Giubileo di zaffiro della regina Elisabetta II, è stato aperto al pubblico il 3 febbraio 2018. L'edificio è composto da una struttura di cinque piani, comprende una piscina a otto corsie per le gare di nuoto e una pista di pattinaggio con un lato di 56 metri e l'altro 26 metri, ed è stata scelta come sede della squadra di hockey su ghiaccio London Raiders . Altri servizi per il tempo libero come saune, una palestra all'avanguardia, studi di danza, sale fitness, caffè e negozi sono posti ai piani superiori della struttura. Guardando dall'esterno, si può notare la combinazione della forma rettangolare dell'edificio con la sua facciata leggera, voluta dall'architetto per imitare l'aspetto di un cubetto di ghiaccio.